# 앨런 베이츠
앨런 아서 베이츠 경(영어: Sir Alan Arthur Bates, CBE, 1934년 2월 17일 ~ 2003년 12월 27일)은 잉글랜드의 배우이다.

## 서훈
- 1995년 대영 제국 훈장 3등급(CBE) 수훈[1]
- 2003년 기사작위(Knight Bachelor) 서임[2]